# Rogowacenie słoneczne
Rogowacenie słoneczne – przednowotworowa zmiana skórna, która może przekształcić się w płaskonabłonkowego raka skóry lub ustąpić bez leczenia. Te zmiany skórne często występują w grupach na wystawionych na działanie słońca częściach głowy, ramion i grzbietów dłoni. Są wyraźne; czerwone, w kolorze skóry lub ciemniejsze; twarde lub brodawkowate; występują w postaci gładkich, błyszczących lub łuszczących się grudek. Poszczególne zmiany mają zazwyczaj wielkość od 0,2 do 1 cm. Przy rogowaceniu słonecznym mogą wytworzyć się hipertroficzne rogi skórne. Na ogół zmiany są bezobjawowe; chociaż w przypadku zadrapania mogą krwawić.
Przyczyną rogowacenia słonecznego jest długotrwała ekspozycja na promieniowanie ultrafioletowe (UV). Wśród czynników ryzyka można wyróżnić jasną karnację skóry, wysoką ekspozycję na słońce, słaby układ odpornościowy i ekspozycję na arsen. Podłoże choroby ma związek z uszkodzeniem DNA przez światło UV. Diagnoza jest zazwyczaj oparta na oglądzie skóry; chociaż w niejasnych przypadkach można zastosować biopsję lub wycięcie w połączeniu z badaniem histologicznym. Inne schorzenia, które mogą wyglądać podobnie do rogowacenia słonecznego, to toczeń, pęcherzyca liściasta, erozyjna dermatoza krostkowa skóry głowy i rak podstawnokomórkowy.
Dostępnych jest wiele metod leczenia rogowacenia słonecznego. Często stosuje się krioterapię, a odsetek wyleczeń wynosi około 75%; może jednak powodować niepożądane rozjaśnienie skóry. W przypadku zmian o dużej powierzchni skuteczniejsze mogą być kremy do stosowania miejscowego zawierające 5-fluorouracyl lub imikwimod. W przypadku licznych zmian w danym obszarze skóry opcją jest również terapia fotodynamiczna (PDT). Szacuje się, że 8–20% nieleczonych przypadków przekształca się w płaskonabłonkowego raka skóry.
Mężczyźni chorują częściej niż kobiety. Zmiany skórne stają się częstsze wraz z wiekiem, zwłaszcza u osób powyżej 50. roku życia. Rogowacenie słoneczne występuje częściej w pobliżu równika (przy innych czynnikach niezmienionych). Schorzenie to opisał w 1896 roku Francuz William Dubreuilh.